# Campeonato de Portugal 1925
Il Campeonato de Portugal 1925 fu la quarta edizione del Campeonato de Portugal, torneo antenato della Coppa di Portogallo. La competizione fu giocata dal 31 maggio al 28 giugno 1925. Il Porto vinse la manifestazione per la seconda volta in finale a Viana do Castelo contro lo Sporting Lisbona.

## Partecipanti
- Algarve:  Olhanense
- Aveiro:  Espinho
- Braga:  Braga
- Coimbra:  Académica
- Lisbona:  Sporting Lisbona
- Madera:  Marítimo
- Porto:  Porto
- Portalegre:  Alentejo
- Viana do Castelo:  Vianense

## Primo Turno
Le partite furono giocate il 31 maggio 1925.
|           | Risultato |           |
| --------- | --------- | --------- |
| Olhanense | 11 - 2    | Alentejo  |
| Espinho   | 2 - 1     | Académica |
| Braga     | 1 - 2     | Vianense  |

## Secondo Turno
Le partite si giocarono il 7 giugno 1925.
|           | Risultato |          |
| --------- | --------- | -------- |
| Porto     | 4 - 1     | Vianense |
| Olhanense | 4 - 2     | Marítimo |

## Semifinali
Le semifinali si giocarono il 21 giugno 1925.
|                  | Risultato |           |
| ---------------- | --------- | --------- |
| Sporting Lisbona | 1 - 0     | Olhanense |
| Porto            | 4 - 1     | Espinho   |

## Finale
| Arbitro: | Rafael Núñez |

|                                     |           |               |
| Hall 20’ Coelho da Costa 53’ (rig.) | Marcatori | 50’ Gonçalves |